# Kotisaari (ö i Norra Karelen)
Kotisaari är en ö i Finland. Den ligger i sjön Pieni Valtimojärvi och i kommunen Valtimo i den ekonomiska regionen  Pielinen-Karelen  och landskapet Norra Karelen, i den centrala delen av landet, 400 km nordost om huvudstaden Helsingfors. Öns area är 2,4 hektar och dess största längd är 250 meter i sydväst-nordöstlig riktning.